# Paul Mescal
Paul Mescal  (Maynooth, 2 februari 1996) is een Ierse acteur. Hij is vooral bekend van zijn rol in de miniserie Normal People (2020), die hem een  BAFTA Award voor beste acteur op televisie opleverde, evenals Primetime Emmy Award en Critics' Choice Award-nominaties. In 2023 werd Mescal genomineerd voor een BAFTA Award, Critics' Choice Award en Oscar voor beste mannelijke hoofdrol met de film Aftersun (2022).

## Filmografie

### Film
- 2021: The Lost Daughter als Will
- 2022: God's Creatures als Brian O'Hara
- 2022: Aftersun als Calum Paterson
- 2022: Carmen als Aidan
- 2023: All of Us Strangers als Harry
- 2023: Foe als Junior
- 2024: Gladiator II als Lucius
- 2025: The History of Sound als Lionel

### Televisie
- 2020: Normal People als Connell Waldron – (12 afleveringen)
- 2020: The Deceived als Sean McKeogh – (4 afleveringen)

## Theater
- 2017: The Great Gatsby als Jay Gatsby – (Gate Theatre, Dublin)
- 2017–2018: The Red Shoes als Prince – (Gate Theatre, Dublin)
- 2018: The Plough and the Stars als Luitenant Langon – (Lyric Theatre, Londen)
- 2018: Asking for It als Bryan – (Abbey Theatre, Dublin)
- 2018: A Midsummer Night's Dream als Demetrius – (Kilkenny Arts Festival)
- 2018: A Portrait of the Artist as a Young Man als Stephen Dedalus – (Dublin Theatre Festival)
- 2020: The Lieutenant of Inishmore als Mad Padraic – (Gate Theatre, Dublin)
- 2022–2023: A Streetcar Named Desire als Stanley Kowalski – (Almeida Theatre, Londen / Phoenix Theatre, Londen)